# Aleksandar Rakić (calciatore)
Aleksandar Rakić (in serbo Александар Ракић?; Novi Sad, 17 gennaio 1987) è un calciatore serbo, attaccante del Bačka B. Palanka.